# Mouvement social
La notion de mouvement social est définie de manière différente selon les disciplines :
- en histoire, il s'agit de l'ensemble des événements au cours desquels certains groupes (comme des classes sociales) cherchent à modifier l'organisation de la société en fonction de leurs idéaux : répartition des richesses et du pouvoir politique, progrès social ;
- en politique, et par métonymie, un mouvement social est une somme d'actions orientées vers la concrétisation de cette volonté de progrès social. On parle parfois de mouvement politique ;
- en sociologie, un mouvement social est un ensemble de réseaux informels d'organisations et d'acteurs isolés, construit sur des valeurs partagées et de la solidarité[1] dans « un agir ensemble intentionnel, marqué par le projet explicite des protagonistes de se mobiliser de concert » selon une « logique de revendication, de défense d'un intérêt matériel ou d'une « cause »[2] ».

## Définition
Un mouvement social, d'après Erik Neveu, est « un agir-ensemble intentionnel, marqué par le projet explicite des protagonistes de se mobiliser de concert. Cet agir-ensemble se développe dans une logique de revendication, de défense d'un intérêt matériel ou d'une « cause ». » Un mouvement social est donc marqué par des actions collectives, revendicatives et défendant des causes ou des intérêts.
Un mouvement social peut être porté par des organisations, utilisant des moyens spécifiques aux mobilisations collectives.
Selon la définition sociologique donnée ci-dessus, un mouvement social possède différentes caractéristiques : il a une dimension collective, il se définit des cibles et des adversaires et il pose des revendications.
- Les membres d'un mouvement social partagent un système de valeurs ou ont un projet en commun, se sentent liés par de la sensualité ou un sentiment d'appartenance.
- Un mouvement social a la capacité de mobiliser, de réunir un certain nombre de personnes pour des événements ponctuels. Néanmoins, pour que le mouvement social existe, il faut de la continuité entre les moments forts.
- Les formes de protestation du mouvement social sont variées : pétition, grève, grève du zèle, blocage des routes, occupation des arbres, occupation de bâtiments, réappropriation des rues de façon festive (fête de rue), arrachage collectif de plants d'OGM, manifestations médiatisées, désobéissance civile…

Pour Olivier Fillieule, donner une définition des mouvements sociaux est vain car donner des critères fixés oriente notre perception de ces derniers. Pour lui, il « faut faire parler les objets », plutôt que d'essayer de les définir a priori.
Les sciences politiques et la sociologie ont développé des théories et des recherches empiriques sur les mouvements sociaux ; par exemple, certaines recherches étudient ou mettent en évidence l'engagement des militants, la relation entre les mouvements populaires et la formation de groupes politiques, l'institutionnalisation des mouvements sociaux, l'influence des mouvements sociaux dans la mise sur pied de réglementations politiques, la mise à l'agenda politique des questions soulevées.

## Typologie
D'après la typologie de David Aberle (en), les mouvements sociaux peuvent se décomposer en quatre sous-groupes, selon qu'ils regroupent un nombre limité ou non de personnes, et qu'ils portent en eux des volontés de changement radicales ou limitées.
| \| \| \| \| Quoi ? \| \| \| \| \| \| \| Changement limité \| Changement radical \| \| \| \| Qui ? \| Groupes spécifiques d'individus \| Mouvements sociaux alternatifs \| Mouvements sociaux rédempteurs \| \| \| Tout un chacun \| Qui ? \| Mouvements sociaux réformateurs \| Mouvements sociaux révolutionnaires \| \| \| \| \| \| \| \| \| \| |       |                                 |                                     |                                |  |
| D'après David F. Aberle, 1966. |       |                                 |                                     |                                |  |
| |       |                                 | Quoi ?                              |                                |  |
| |       |                                 | Changement limité                   | Changement radical             |  |
| | Qui ? | Groupes spécifiques d'individus | Mouvements sociaux alternatifs      | Mouvements sociaux rédempteurs |  |
| Tout un chacun | Qui ? | Mouvements sociaux réformateurs | Mouvements sociaux révolutionnaires |                                |  |
| |       |                                 |                                     |                                |  |

## Histoire
L'expression est moderne, mais a posteriori les théoriciens du mouvement social revendiquent l'héritage de nombreux événements historiques : révoltes d'esclaves, révoltes paysannes ou révoltes urbaines, Révolution française, émeutes urbaines en France ou dans d'autres pays, etc. Dans la mesure où les premiers théoriciens, historiens et intellectuels adhéraient généralement à l'idéologie de la lutte des classes, un certain accent est mis sur les événements violents, révolutionnaires.
Néanmoins, les mouvements sociaux prennent des formes différentes selon les pays et les époques.
Le XIXe et le XXe siècle sont surtout marqués dans les pays industrialisés par le mouvement ouvrier. Avec l'avènement des sociétés libérales, les mouvements sociaux ont pris au cours du XXe siècle des formes de moins en moins violentes et de plus en plus institutionnalisées, en particulier avec la création d'associations et de syndicats. Les formes d'action des mouvements sociaux sont variées : pétitions, manifestations, émeutes, grèves, occupations…

### Sociohistoire
Dans The Contentious French, publié en 1989, Charles Tilly retrace le parcours de la transformation des répertoires d'action collective, c'est-à-dire les moyens et modalités à disposition des citoyens pour protester et faire valoir leurs revendications en dehors du vote. Selon Tilly, les mouvements sociaux sont une forme particulière d'action collective qui a émergé comme résultat de ce processus et qui est historiquement et spatialement localisée. Charles Tilly affirme que le « mouvement social » n'existe pas avant la fin du XVIIIe siècle car selon lui l'émergence des mouvements sociaux était connectée aux profonds changements économiques et politiques de ces périodes, en incluant la parlementarisation, l'expansion du capitalisme et la prolétarisation. Même si des éléments comme des campagnes, répertoire des actions collectives, les révoltes et les manifestations montrent une plus longue histoire, c'est vraiment récemment qu'ils sont combinés pour former le mouvement social en sociologie.
L'expression mouvement social en sociologie fut inventée en Angleterre et aux États-Unis durant les premières décennies du XIXe siècle et les premiers mouvements seraient la Révolution française, la Révolution haïtienne (1804), fille aînée de la Révolution française, le mouvement pour la Constitution polonaise (1791) et le mouvement abolitionniste (entre 1791 et 1806). Ces grandes révolutions structurelles ont bousculé la France, l'Angleterre et bien d'autres pays, dans les intérêts et les identités de tout un chacun. L'émergence du capitalisme a créé de nouveaux intérêts et de nouvelles identités collectives comme avec le prolétariat ou encore la bourgeoisie. Ces deux grands processus et en particulier le processus de formation de l'État-nation ont créé de nouvelles opportunités pour mobiliser et des cibles de la mobilisation. Finalement, ces deux grands processus ont aussi transformé l'organisation de la société en créant par exemple les classes sociales telles qu'on les connaît aujourd'hui. Ces grandes transformations ont ensuite produits des transformations des répertoires de l'action collective. Pour Tilly, l'action collective est passée d'un répertoire « réactif » à un répertoire « proactif » ; c'est-à-dire que les mouvements ou les citoyens ne réagissent pas simplement à des décisions qui sont prises par des autorités locales ou autres mais s'organisent en vue de prendre des initiatives. Le répertoire passe de la « compétition » au « conflit ». Ce n'est plus simplement une compétition locale entre différents groupes mais c'est une action collective qui s'inscrit dans un véritable conflit social où il y a des intérêts collectifs qui s'opposent et où le succès d'un intérêt collectif ou de la mobilisation autour d'un succès collectif implique des pertes de l'intérêt ou des intérêts collectifs qui y sont opposés. On passe d'une contestation d'un répertoire spontané à une contestation d'un répertoire organisé. Les citoyens commencent à s'organiser, à former des organisations sociales mais aussi des partis politiques, et on passe d'une contestation locale à une contestation nationale. Tilly parle d'une nationalisation de l'action collective et de la protestation sociale concernant les mouvements sociaux comme une forme d'action collective nationalisée.
Les mouvements sociaux sont une forme spéciale de politique contestataire qui émerge de la transformation de l'ancien au nouveau répertoire lorsque la concertation du capital et de la coercition ont transformé ces modalités. L'idée est que le mouvement social est né d'un ensemble de formes d'actions collectives de la part des citoyens qui devient modulaire.

### Clés du procédé d'un mouvement social
Plusieurs processus clés sont à l'origine de l'histoire des mouvements sociaux. L'urbanisation a conduit à des villes plus grandes, où les gens de buts similaires pourraient se trouver les uns les autres, se regrouper et s'organiser. Cela a facilité l'interaction sociale entre des dizaines de personnes, et c'est dans les zones urbaines que ces premiers mouvements sociaux sont apparus. De même, le processus d'industrialisation qui a réuni de grandes masses de travailleurs dans la même région explique pourquoi beaucoup de ces mouvements sociaux au début ont abordé des questions comme le bien-être économique, important pour la classe des travailleurs. Plusieurs autres mouvements sociaux ont été créés dans les universités, où le processus d'éducation de masse réunit de nombreuses personnes. Avec le développement des technologies de communication, des brochures imprimées circulant dans les cafés du XVIIIe siècle aux journaux et Internet, la création et les activités des mouvements sociaux sont devenues plus faciles. Tous ces outils sont devenus des facteurs importants dans la croissance des mouvements sociaux. Enfin, la propagation de la démocratie et des droits politiques comme la liberté d'expression a rendu la création et le fonctionnement des mouvements sociaux beaucoup plus faciles.

### Exemples historiques
Les mouvements sociaux peuvent aussi être étudiés sous l'angle événementiel. Voici quelques événements qui sont généralement considérés comme des mouvements sociaux.
Durant l'Antiquité :
- La première grève d'ouvriers actuellement connue se situe dans l'Égypte pharaonique [5]
- La révolte des esclaves de Sicile
- Spartacus

Jusqu'à la Révolution française :
- Jacqueries, Croquants, piraterie

Après la Révolution française :
- Révolution française (1789-1799)
- Commune de Paris (1792)
- Trois Glorieuses (1830)
- Révolution de 1848
- Commune de Paris (1871)

Durant le XXe siècle :
- Révolution mexicaine (1900-1917)
- Révolution russe de 1905
- Révolution russe (1917-1921)
- Spartakisme
- Front populaire
- Guerre d'Espagne (1936-1939)
- Les diverses révolutions chinoises entre 1911 et 1949
- Grèves de 1947 en France
- Révolution hongroise (1956)
- Révolution tranquille
- Mouvements sociaux de 1968 dans le monde - Mai 1968
- Présidence de Salvador Allende au Chili (1970-1973)
- Mouvement alternatif (années 1970-2000)
- Grèves de 1995 en France
- Révolte au Chiapas
- Guerre d'Algérie (1954-1962)

Durant le XXIe siècle :
- Révolution orange en Ukraine, 2004-2005
- Mouvement contre le contrat première embauche en France, 2006
- Révolte de Oaxaca, Mexique, depuis 2006
- Mouvement anti-LRU en France, de novembre 2008 jusqu'en juin 2009
- Grève générale aux Antilles françaises en 2009
- Mouvement social contre la réforme des retraites en France de 2010
- Mouvement Occupy
- Mouvement des Indignados
- Grève étudiante québécoise de 2012
- La Manif pour tous, 2013.
- Mouvement Euromaïdan, Ukraine, 2013
- Mouvement pour la liberté d'expression "Je suis Charlie" de 2015
- Nuit debout
- Mouvement des Gilets jaunes

- Hirak Algérie 2019

## Numérique dans les mouvements sociaux
L'étude sociologique des mouvements sociaux est un sujet assez nouveau. Selon la vision traditionnelle, les mouvements sont perçus comme intrinsèquement chaotiques et désorganisés, ce qui nourrit le préjugé de l'activisme comme une sorte de menace pour l'ordre social. Dans les années 1960 et 1970, une opinion plus diversifiée sur le sujet autour de l'activisme commence à s'établir. Des modèles ont été introduits pour comprendre les pouvoirs organisationnels et structurels incorporés dans les mouvements sociaux dans le contexte de la société actuelle. Les transformations numériques qui importent notre société influent alors sur cette organisation des mouvements sociaux.
Depuis plus de dix ans, Internet a beaucoup contribué à l'évolution des actions de mobilisation. En effet, les outils de communication tels que Twitter, Facebook, Telegram ou Tor ont modifié la vitesse, la portée et l'efficacité de la communication au sein des mouvements. L'utilisation de ces moyens de communication a accompagné des révolutions et des transitions démocratiques si bien que l'on utilise souvent depuis le Printemps arabes les termes de révolution Twitter, révolution Facebook ou encore révolution 2.0, sans réelle preuve scientifique du rôle de ces outils par rapport à des mouvements sociaux sans ces technologies.
En 2004, pour la première fois, lors de la Révolution orange en Ukraine, les téléphones portables et Internet jouent un rôle déterminant dans la coordination des révolutionnaires. C'est ainsi par exemple que le collectif civique Pora! tenta de mobiliser et d'informer la jeunesse en utilisant Internet pour contrer la censure du gouvernement et les SMS pour coordonner des mobilisations et disséminer des informations relatives aux élections.
En 2009, la révolte en Moldavie après la victoire du parti communiste aux élections législatives en avril, et le Soulèvement postélectoral en Iran sont considérés comme les deux premiers mouvements sociaux d'ampleur dans lesquels les réseaux sociaux sur Internet jouent un rôle de relai d'information et de coordination. Dans les deux cas présents Twitter représentait la seule plateforme d'expression libre et intensément propagatrice sur laquelle les utilisateurs s'échangeaient des liens et des médias témoignant des manifestations.
En 2011, le Mouvement des Indignados et Occupy Wall Street deviennent les premiers mouvements à tenter d'atteindre la « démocratie réelle » par l'action collective et la « construction d'une forme d'intelligence collective ». L'utilisation d'Internet a permis de répandre massivement et rapidement ce mouvement dans le monde entier et d'organiser une « journée planétaire des Indignés » le 15 octobre 2011 dans 1 051 villes de 90 pays du monde.
En 2016, la très grande horizontalité de Nuit debout - permise entre autres par la communication via internet mais également par son organisation en Démocratie liquide - ainsi que l'hétérogénéité des revendications, font dire au politologue Gaël Brustier que : « on peut sans doute dire que Nuit Debout est le premier mouvement social post-marxiste ». Il nuancera toutefois plus tard, en précisant que cela ne marquerait vraiment une évolution importante que si cela pousse les partis politiques européens de gauche à devenir eux-mêmes écologistes et post-marxistes.